# American Journal of Mathematics

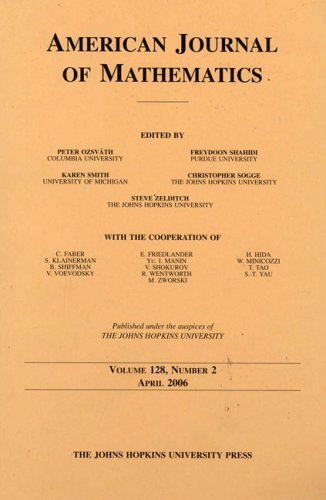

Das American Journal of Mathematics (Am. J. Math.) ist eine seit 1878 erscheinende amerikanische Mathematikzeitschrift. Sie erscheint alle zwei Monate bei der Johns Hopkins University Press.
Gründer und Herausgeber bis 1884 war James Joseph Sylvester. Danach war Simon Newcomb Herausgeber, unterstützt von Thomas Craig (1855-1900), der ebenso Sylvester und Newcomb Professor an der  Johns Hopkins University war.
Es ist die älteste heute kontinuierlich erscheinende Mathematikzeitschrift in den USA. Aus der damals schon existierenden Zeitschrift The Analyst (1874 bis 1883 erschienen) gingen 1884 die Annals of Mathematics hervor, sie erschien also nicht kontinuierlich bis heute.
Im Herausgeber-Gremium waren im Lauf der Zeit Oscar Zariski, Lars Ahlfors, Hermann Weyl, Wei-Liang Chow, S. S. Chern, André Weil, Harish-Chandra, Jean Dieudonné, Henri Cartan, Stephen Smale, Jun-Ichi Igusa, Joseph Shalika und William P. Minicozzi II. Zurzeit (2016) ist Christopher D. Sogge Herausgeber.
Die ISSN lautet ISSN 0002-9327.